# اپل بیز
اپل بیز (انگلیسی: Applebee's) شرکت موادغذایی و رستوران زنجیره‌ای آمریکایی است که مالک شبکه‌ای از ۲۰۳۳ شعبه در ایالات متحده و ۱۵ کشور دیگر می‌باشد. رستوران اپل بیز در سال ۱۹۸۰ توسط بیل پالمر و تی.جی. پالمر در شهر دیکاتر، جورجیا تأسیس شد و دفتر مرکزی آن در حال حاضر در شهر گلندیل، کالیفرنیا قرار دارد. شرکت داین اکوتی هم‌اکنون مالکیت اپل بیز را در اختیار دارد.